# Боннефуа, Анри
Анри Эдмон Боннефуа (фр. Henri Edmond Bonnefoy; 17 октября 1887, Тремблуа —  9 августа 1914, Серне, Рейн Верхний) — французский стрелок, призёр летних Олимпийских игр.
Боннефуа соревновался в двух дисциплинах на летних Олимпийских 1908 в Лондоне. Он стал бронзовым призёров в командной стрельбе из малокалиберной винтовки и 19-м в стрельбе лёжа среди отдельных спортсменов.
Погиб во время Первой мировой войны.